# ティフォシ
ティフォシまたはティフォージ（Tifosi）とは、イタリア語で熱狂的なファンのこと。もともとはチフス患者を意味する言葉だが、それぐらい熱されているということから転意したらしい。日本では慣例的にF1に関しては「ティフォシ」、サッカーに関しては「ティフォージ」という表記の使い分けがなされている。実際の発音は後者に近い。
Tifosiは男性複数形で、男性単数形はTifosoなので、男性の1人の熱狂的ファンはTifoso、女性の熱狂的ファンはTifosa、熱狂的ファンのグループはTifosi、もし女性だけのグループだったらTifoseということになる。

## サッカー
以前は主にイタリアのサッカーファンを指してティフォージと呼ばれていた。ultrasと同義。元々はイタリアで使用されていた言葉だが、現在この単語は世界中のサッカーファンに使用されるようになった。

## フォーミュラ1
近年はF1においても、熱狂的なフェラーリファンを指してティフォシと呼ぶ。